# Jiří Ptáček (kurátor)
Jiří Ptáček (22. listopadu 1975, Praha) je český kurátor, publicista a historik umění.

## Životopis
Narodil se v rodině novinářky Marie Ptáčkové a malíře Jiřího Ptáčka, vyrostl v Českých Budějovicích. V letech 1995–2001 studoval dějiny umění na Univerzitě Palackého v Olomouci. V letech 2003–2006 byl šéfredaktorem časopisu Umělec (nakl. Divus). Jako kurátor vedl pražské galerie NoD (2007–2008), Fotograf Gallery v Praze (2012–2020) a Galerie Měsíc ve dne v Českých Budějovicích (2015–2021). V roce 2011 byl hostujícím kurátorem Galerie TIC v Brně. V letech 2009–2011 vyučoval v Ateliéru video na Fakultě výtvarných umění Vysokého učení technického v Brně (s Jesperem Alvaerem a poté s Martinem Zetem). Pedagogicky působil také na Prague College a k roku 2025 přednáší na Vysoké škole uměleckoprůmyslové v Praze.
Od konce devadesátých let 20. století je autorem recenzí a článků o současném umění (mimo jiné v časopisech Ateliér, Art + Antiques, Umělec, Nový Prostor, Fotograf, Milk&Honey aj.). V roce 2016 obdržel Cenu Věry Jirousové za přínos české výtvarné kritice. Patří k zakladatelům Spolku Skutek, jehož byl prvním předsedou. Spolu s Tomášem Hrůzou a Janem Vincencem založil materiálový sklad pro umělce art re use v Praze.
Žije v Českých Budějovicích, jeho manželkou je architektka Petra Ptáčková Osovská.

## Dílo
Jiří Ptáček patří k aktivním českým kurátorům současného umění. Na výstavách opakovaně spolupracoval s Václavem Stratilem, Tomášem Bártou, Janem Nálevkou, Igorem Korpaczewskim (KW), Václavem Girsou, Janem Mahrem, Jiřím Černickým, Alenou Kotzmannovou, Pavlem Baňkou, Dušanem Šimánkem, Jakubem Neprašem, Pavlou Malinovou, Juliem Reichelem, Petrem Strouhalem, Janem Turnerem, Alicí Nikitinovou, Janem Šerých nebo Danielem Vlčkem. Je autorem mnoha desítek textů v katalozích výstav i monografiích umělců:
- PTÁČEK, Jiří; SKÁLA, Jiří; THEIN, Karel. Václav Stratil: I'm History. Praha: Tranzit.cz, 2005. 240 s. ISBN 80-903452-3-9.
- PTÁČEK, Jiří. Jiří Thýn: From Now On Everything Will Be Beautiful. Praha: ArtMap, 2023. 204 s. ISBN 978-80-908560-1-1.
- PTÁČEK, Jiří. KW Q:. Cheb: GAVU, 2023. 336 s. ISBN 978-80-87395-56-1.